# Bóng rổ xe lăn tại Đại hội Thể thao Người khuyết tật Đông Nam Á 2023
Bóng rổ xe lăn tại Đại hội Thể thao Người khuyết tật Đông Nam Á 2023 được tổ chức tại Sân vận động quốc gia Morodok Techo, Phnom Penh.

## Bảng tổng sắp huy chương
| Hạng               | Đoàn               | Vàng | Bạc | Đồng | Tổng số |
| ------------------ | ------------------ | ---- | --- | ---- | ------- |
| 1                  | Thái Lan (THA)     | 1    | 1   | 0    | 2       |
| 2                  | Campuchia (CAM)    | 1    | 0   | 0    | 1       |
| 3                  | Philippines (PHI)  | 0    | 1   | 0    | 1       |
| 4                  | Lào (LAO)          | 0    | 0   | 1    | 1       |
| 4                  | Malaysia (MAS)     | 0    | 0   | 1    | 1       |
| Tổng số (5 đơn vị) | Tổng số (5 đơn vị) | 2    | 2   | 2    | 6       |

## Các huy chương

#### Nam
| Nội dung | Vàng                                                                                               | Bạc | Đồng |
| -------- | -------------------------------------------------------------------------------------------------- | --- | --- |
| 3x3      | Thái Lan Aekkasit Jumjarean Adisak Kaoboo Thanakon Lertanachai Teerapong Pasomsap Kwanchai Pimkorn | Philippines Alfie Cabañog John Rey Escalante Rene Macabenguil Kenneth Christopher Tapia Cleford Trocino | Malaysia Freday Tan Yei Bing Kartik Kana Pathy Muhamad Atib Zakaria Muhammad Azzwar Hassan Asaari Razali Cantik |
| 5x5      | | | |

#### Nữ
| Nội dung | Vàng                                                        | Bạc                                                                                   | Đồng                                                                                        |
| -------- | ----------------------------------------------------------- | ------------------------------------------------------------------------------------- | ------------------------------------------------------------------------------------------- |
| 3x3      | Campuchia Pheung Phors Soem Da San Rotha Lak Savry An Sinet | Thái Lan Pawarati Jala Nopparat Tanbut Natnapa Ponin Pimjai Putthanoi Tananya Kaewmak | Lào Nit Chittivong Kaolee Chongxoualee Phitsamai Keopaseuth Vilayphone Khammykoun Phoukhong |
| 5x5      |                                                             |                                                                                       |                                                                                             |

## Đội hình
Nam
| Thái Lan                                                                                            | Malaysia | Indonesia                                                                      | Philippines | Campuchia                                                       |
| --------------------------------------------------------------------------------------------------- | --- | ------------------------------------------------------------------------------ | --- | --------------------------------------------------------------- |
| - Adisak Kaoboo - Aekkasit Jumjarean - Kwanchai Pimkorn - Teerapong Pasomsap - Thanakon Lertanachai | - Freday Tan Yei Bing - Karthik Kana Pathy - Muhamad Atib Zakaria - Muhammad Azzwar Hassan Asaari - Razali Cantik | - Danu Kuswantoro - Denih - I Komang Suparta - Ivo Shadan - Kasep Ayatulloh Ma | - Alfi Quinones Cabanog - Cleford Patagnan Trocino - John Rey Aguirre Escalante - Kenneth Christopher Isleta Tapia - Rene Gajano Macabenguil | - Chork Chan - Toy Chren - Vat Chamrong - Kay Los - Lorn Vannak |

Nữ
| Philippines | Lào                                                                                               | Thái Lan                                                                               | Campuchia                                                   |
| --- | ------------------------------------------------------------------------------------------------- | -------------------------------------------------------------------------------------- | ----------------------------------------------------------- |
| - Cecelia Laurente Wells - Jean Dalisay Delos Reyes - Jocely Male Follero - Lorna Gaviola Lilagan - Patricia Camille Castro | - Kaolee ChongXoualee - Nit Chtthivong - Phitsamai Keopaseuth - Vilayphone Khammykoun - Phoukhong | - Natnapa Ponin - Nopparat Tanbut - Pawarati Jala - Tananya Kaewmak - Pimjai Putthanoi | - An Sinet - Lak Savry - Pheung Phors - San Rotha - Soem Da |

## Kết quả

### 3x3 Nam

#### Vòng bảng
| VT | Đội           | ST | T | B | ĐT | ĐB | HS  | Đ | Giành quyền tham dự            |
| -- | ------------- | -- | - | - | -- | -- | --- | - | ------------------------------ |
| 1  | Thái Lan      | 4  | 4 | 0 | 70 | 31 | +39 | 8 | Vào trận tranh huy chương vàng |
| 2  | Philippines   | 4  | 3 | 1 | 39 | 35 | +4  | 7 | Vào trận tranh huy chương vàng |
| 3  | Campuchia (H) | 4  | 1 | 3 | 29 | 50 | −21 | 5 | Vào trận tranh huy chương đồng |
| 4  | Indonesia     | 4  | 0 | 4 | 28 | 51 | −23 | 4 | Vào trận tranh huy chương đồng |
| 5  | Malaysia      | 4  | 2 | 2 | 42 | 41 | +1  | 6 |                                |

| 2 tháng 6 năm 2023 |  | Malaysia | 12–18 | Thái Lan |  | Sân vận động Quốc gia Morodok Techo |

| 2 tháng 6 năm 2023 |  | Indonesia | 5–11 | Philippines |  | Sân vận động Quốc gia Morodok Techo |

| 2 tháng 6 năm 2023 |  | Campuchia | 8–15 | Thái Lan |  | Sân vận động Quốc gia Morodok Techo |

| 2 tháng 6 năm 2023 |  | Indonesia | 9–11 | Malaysia |  | Sân vận động Quốc gia Morodok Techo |

| 2 tháng 6 năm 2023 |  | Campuchia | 5–14 | Philippines |  | Sân vận động Quốc gia Morodok Techo |

| 2 tháng 6 năm 2023 |  | Indonesia | 5–19 | Thái Lan |  | Sân vận động Quốc gia Morodok Techo |

| 2 tháng 6 năm 2023 |  | Malaysia | 12–6 | Campuchia |  | Sân vận động Quốc gia Morodok Techo |

| 2 tháng 6 năm 2023 |  | Philippines | 6–18 | Thái Lan |  | Sân vận động Quốc gia Morodok Techo |

| 2 tháng 6 năm 2023 |  | Campuchia | 10–9 | Indonesia |  | Sân vận động Quốc gia Morodok Techo |

| 2 tháng 6 năm 2023 |  | Malaysia | 7–8 | Philippines |  | Sân vận động Quốc gia Morodok Techo |

Vòng chung kết

#### Tranh huy chương đồng
| 3 tháng 6 năm 2023 |  | Malaysia | 17–8 | Campuchia |  | Sân vận động Quốc gia Morodok Techo |

#### Tranh huy chương vàng
| 3 tháng 6 năm 2023 |  | Thái Lan | 15–7 | Philippines |  | Sân vận động Quốc gia Morodok Techo |

### 3x3 Nữ

#### Vòng bảng
| VT | Đội           | ST | T | B | ĐT | ĐB | HS  | Đ | Giành quyền tham dự            |
| -- | ------------- | -- | - | - | -- | -- | --- | - | ------------------------------ |
| 1  | Thái Lan      | 3  | 3 | 0 | 37 | 10 | +27 | 6 | Vào trận tranh huy chương vàng |
| 2  | Campuchia (H) | 3  | 2 | 1 | 37 | 11 | +26 | 5 | Vào trận tranh huy chương vàng |
| 3  | Lào           | 3  | 1 | 2 | 11 | 27 | −16 | 4 | Vào trận tranh huy chương đồng |
| 4  | Philippines   | 3  | 0 | 3 | 3  | 40 | −37 | 3 | Vào trận tranh huy chương đồng |

| 2 tháng 6 năm 2023 |  | Campuchia | 7–10 | Thái Lan |  | Sân vận động Quốc gia Morodok Techo |

| 2 tháng 6 năm 2023 |  | Lào | 9–1 | Philippines |  | Sân vận động Quốc gia Morodok Techo |

| 2 tháng 6 năm 2023 |  | Lào | 1–10 | Thái Lan |  | Sân vận động Quốc gia Morodok Techo |

| 2 tháng 6 năm 2023 |  | Campuchia | 14–0 | Philippines |  | Sân vận động Quốc gia Morodok Techo |

| 2 tháng 6 năm 2023 |  | Philippines | 2–17 | Thái Lan |  | Sân vận động Quốc gia Morodok Techo |

| 2 tháng 6 năm 2023 |  | Campuchia | 16–1 | Lào |  | Sân vận động Quốc gia Morodok Techo |

Vòng chung kết

#### Tranh huy chương đồng
| 3 tháng 6 năm 2023 |  | Lào | 8–5 | Philippines |  | Sân vận động Quốc gia Morodok Techo |

#### Tranh huy chương vàng
| 3 tháng 6 năm 2023 |  | Thái Lan | 9–11 | Campuchia |  | Sân vận động Quốc gia Morodok Techo |

### 5x5 Nam

#### Vòng bảng
| VT | Đội           | ST | T | B | ĐT | ĐB | HS | Đ | Giành quyền tham dự            |
| -- | ------------- | -- | - | - | -- | -- | -- | - | ------------------------------ |
| 1  | Thái Lan      | 0  | 0 | 0 | 0  | 0  | 0  | 0 | Vào trận tranh huy chương vàng |
| 2  | Philippines   | 0  | 0 | 0 | 0  | 0  | 0  | 0 | Vào trận tranh huy chương vàng |
| 3  | Campuchia (H) | 0  | 0 | 0 | 0  | 0  | 0  | 0 | Vào trận tranh huy chương đồng |
| 4  | Indonesia     | 0  | 0 | 0 | 0  | 0  | 0  | 0 | Vào trận tranh huy chương đồng |
| 5  | Malaysia      | 0  | 0 | 0 | 0  | 0  | 0  | 0 |                                |

| 3 tháng 6 năm 2023 |  | Campuchia | vs. | Thái Lan |  | Sân vận động Quốc gia Morodok Techo |

| 4 tháng 6 năm 2023 |  | Campuchia | vs. | Malaysia |  | Sân vận động Quốc gia Morodok Techo |

| 4 tháng 6 năm 2023 |  | Indonesia | vs. | Philippines |  | Sân vận động Quốc gia Morodok Techo |

| 4 tháng 6 năm 2023 |  | Malaysia | vs. | Thái Lan |  | Sân vận động Quốc gia Morodok Techo |

| 5 tháng 6 năm 2023 |  | Philippines | vs. | Thái Lan |  | Sân vận động Quốc gia Morodok Techo |

| 5 tháng 6 năm 2023 |  | Malaysia | vs. | Indonesia |  | Sân vận động Quốc gia Morodok Techo |

| 5 tháng 6 năm 2023 |  | Campuchia | vs. | Philippines |  | Sân vận động Quốc gia Morodok Techo |

| 6 tháng 6 năm 2023 |  | Indonesia | vs. | Thái Lan |  | Sân vận động Quốc gia Morodok Techo |

| 6 tháng 6 năm 2023 |  | Malaysia | vs. | Philippines |  | Sân vận động Quốc gia Morodok Techo |

| 6 tháng 6 năm 2023 |  | Campuchia | vs. | Thái Lan |  | Sân vận động Quốc gia Morodok Techo |

Vòng chung kết

#### Tranh huy chương đồng
| 7 tháng 6 năm 2023 |  |  | Sân vận động Quốc gia Morodok Techo |

#### Tranh huy chương vàng
| 7 tháng 6 năm 2023 |  |  | Sân vận động Quốc gia Morodok Techo |

### 5x5 Nữ

#### Vòng bảng
| VT | Đội           | ST | T | B | ĐT | ĐB | HS | Đ | Giành quyền tham dự            |
| -- | ------------- | -- | - | - | -- | -- | -- | - | ------------------------------ |
| 1  | Campuchia (H) | 0  | 0 | 0 | 0  | 0  | 0  | 0 | Vào trận tranh huy chương vàng |
| 2  | Lào           | 0  | 0 | 0 | 0  | 0  | 0  | 0 | Vào trận tranh huy chương vàng |
| 3  | Philippines   | 0  | 0 | 0 | 0  | 0  | 0  | 0 | Vào trận tranh huy chương đồng |
| 4  | Thái Lan      | 0  | 0 | 0 | 0  | 0  | 0  | 0 | Vào trận tranh huy chương đồng |

| 4 tháng 6 năm 2023 |  | Campuchia | vs. | Thái Lan |  | Morodok Techo National Stadium |

| 4 tháng 6 năm 2023 |  | Lào | vs. | Philippines |  | Morodok Techo National Stadium |

| 5 tháng 6 năm 2023 |  | Philippines | vs. | Thái Lan |  | Morodok Techo National Stadium |

| 5 tháng 6 năm 2023 |  | Campuchia | vs. | Lào |  | Morodok Techo National Stadium |

| 6 tháng 6 năm 2023 |  | Campuchia | vs. | Philippines |  | Morodok Techo National Stadium |

| 6 tháng 6 năm 2023 |  | Lào | vs. | Thái Lan |  | Morodok Techo National Stadium |

Vòng chung kết

#### Tranh huy chương đồng
| 7 tháng 6 năm 2023 |  |  | Morodok Techo National Stadium |

#### Tranh huy chương vàng
| 7 tháng 6 năm 2023 |  |  | Morodok Techo National Stadium |